# Andrzej Bek
Pour les articles homonymes, voir Bek.
Andrzej Bek (né le 26 juin 1951 à Łódź) est un coureur cycliste polonais. Avec Benedykt Kocot, il a obtenu la médaille de bronze du tandem lors des Jeux olympiques de 1972 et des championnats du monde de 1974.
En 1978, Andrzej Bek émigre aux États-Unis, où il poursuit sa carrière professionnelle. En 1986 à 1988, puis de 1994 à 1999, il est entraineur de l'équipe américaine sur piste. Il mène son équipe aux jeux olympiques d'Atlanta. Sous ses ordres se trouvent par exemple Marty Nothstein et Erin Hartwell qui obtiennent des médailles d'argent sur les épreuves de vitesse et du kilomètre. 
En 2002, il entraîne l'équipe américaine paralympique, en particulier les aveugles. Ensuite, il devient entraineur d'équipe de cyclisme féminin, avec en 2002 l'équipe Saturn. En 2003, il reprend son poste d'entraîneur de l'équipe de piste américaine. Il entraine ensuite d'autres équipes féminines Coors Light, puis de 2005 à 2006 la T-Mobile Women.
Par ailleurs, Andrzej Bek est le fils du sprinteur Jerzy Bek, lui-même fils de cycliste. Il a étudié la mécanique. Il est marié avec l'ancienne basketteuse Lucyna Kałużna.

## Palmarès

### Jeux olympiques
- Munich 1972
  -  Médaillé de bronze du tandem

### Championnats du monde
- 1974
  -  Médaillé de bronze du tandem

### Championnats nationaux
- 1970
  - 3e du championnat de Pologne de vitesse
- 1972
  - 2e du championnat de Pologne de vitesse
- 1974
  - 2e du championnat de Pologne de vitesse